# 櫻井市
櫻井市（日语：／ Sakurai shi */?）是位於日本奈良縣中部、中和地區的城市。西側位於奈良盆地的東南部區域，主要市區也位於此部分的平原區域中，東部和南部則位於龍門山地內。由於櫻井市是奈良縣各地的木材的集散地，製產業發相當達，是有名的「木之町」。
當地的山區有生產蜜柑，亦有許多農家也會利用農閒時期生產製造素麵，“三輪素麵”也成為日本三大之一。

## 人口
| 櫻井市人口分布圖 |                                               |  |
| 櫻井市與日本全國年齡別人口分布比較圖 （2005年資料） | 櫻井市的年齡、男女別人口分布圖 （2005年資料） |  |
| ■紫色是櫻井市 ■綠色是全国 | ■藍色是男性 ■紅色是女性                       |  |
| 櫻井市人口變化 \| 1970年 \| 52,081人 \| \| \| 1975年 \| 54,314人 \| \| \| 1980年 \| 56,439人 \| \| \| 1985年 \| 58,894人 \| \| \| 1990年 \| 60,262人 \| \| \| 1995年 \| 63,225人 \| \| \| 2000年 \| 63,248人 \| \| \| 2005年 \| 61,130人 \| \| \| 2010年 \| 60,146人 \| \| \| 2015年 \| 57,244人 \| \| \| 2020年 \| 54,857人 \| \| |                                               |  |
| 資料來源：日本總務省統計中心提供之人口普查數據 |                                               |  |
| 1970年 | 52,081人                                      |  |
| 1975年 | 54,314人                                      |  |
| 1980年 | 56,439人                                      |  |
| 1985年 | 58,894人                                      |  |
| 1990年 | 60,262人                                      |  |
| 1995年 | 63,225人                                      |  |
| 2000年 | 63,248人                                      |  |
| 2005年 | 61,130人                                      |  |
| 2010年 | 60,146人                                      |  |
| 2015年 | 57,244人                                      |  |
| 2020年 | 54,857人                                      |  |

## 歷史
轄內曾挖掘出約一萬年前繩紋時代至彌生時代時代的土器碎片，在五世紀至六世紀期間，也曾有多位天皇將住所設於此，也因此當地有許多古墳時代期間的古墳，一般認為在同一時期的大和王權的政治中心即是位於此區域內。
在令制國時代，現在的櫻井市北半部屬於城上郡，南半部屬於十市郡；在江戶時代則被分割成眾多區域，分屬幕府、旗本、津藩、柳本藩、芝村藩、久居藩，其中芝村藩的陣屋野味於現今櫻井市的範圍內。
19世紀末明治維新後，這些區域曾先後隸屬奈良縣、津縣、柳本縣、芝村縣、久居縣、堺縣、大阪府，最後在1887年重新設立奈良縣後，才再次隸屬奈良縣。
1889年日本實施町村制後，現在的櫻井市轄區分屬三輪村、城島村、朝倉村、初瀨村、上之鄉村、織田村、纏向村、大福村、香久山村、安倍村、櫻井村、多武峰村共12個行政區劃。
其中位於奈良盆地內的櫻井村、三輪村以及位於東部山谷區域的初瀨村在1890年至1891年期間陸續升格為櫻井町、三輪町、初瀨町；1940年代至1950年代的昭和大合併期間，位於南部的行政區劃先後被併入櫻井町，而西北部則整併為大三輪町，櫻井町也在1956年進一步升格為櫻井市，並繼續將位於北部的行政區劃陸續併入，形成現在的櫻井市。

### 變遷表
| 1889年4月1日 | 1889年 - 1912年             | 1912年 - 1944年             | 1945年 - 1954年            | 1955年 - 1989年              | 1955年 - 1989年           | 1989年 - 現在 | 現在   |
| ------------ | --------------------------- | --------------------------- | -------------------------- | ---------------------------- | ------------------------- | ------------- | ------ |
| 大福村       | 大福村                      | 大福村                      | 大福村                     | 1956年9月1日 併入櫻井町      | 1956年9月1日 改制為櫻井市 | 櫻井市        | 櫻井市 |
| 香久山村     |                             |                             |                            | 1956年9月1日 併入櫻井町      | 1956年9月1日 改制為櫻井市 | 櫻井市        | 櫻井市 |
| 安倍村       | 安倍村                      | 安倍村                      | 1954年3月3日 併入櫻井町    | 櫻井町                       | 1956年9月1日 改制為櫻井市 | 櫻井市        | 櫻井市 |
| 多武峰村     |                             |                             | 1954年3月3日 併入櫻井町    | 櫻井町                       | 1956年9月1日 改制為櫻井市 | 櫻井市        | 櫻井市 |
| 櫻井村       | 1890年11月18日 改制為櫻井町 | 1890年11月18日 改制為櫻井町 | 櫻井町                     | 櫻井町                       | 1956年9月1日 改制為櫻井市 | 櫻井市        | 櫻井市 |
| 城島村       | 城島村                      | 1942年4月1日 併入櫻井町     | 櫻井町                     | 櫻井町                       | 1956年9月1日 改制為櫻井市 | 櫻井市        | 櫻井市 |
| 朝倉村       | 朝倉村                      | 朝倉村                      | 1954年3月3日 併入櫻井町    | 櫻井町                       | 1956年9月1日 改制為櫻井市 | 櫻井市        | 櫻井市 |
| 上之鄉村     | 上之鄉村                    | 上之鄉村                    | 上之鄉村                   | 上之鄉村                     | 1956年9月30日 併入櫻井市  | 櫻井市        | 櫻井市 |
| 初瀨村       | 1891年3月10日 改制為初瀨町  | 1891年3月10日 改制為初瀨町  | 1891年3月10日 改制為初瀨町 | 1891年3月10日 改制為初瀨町   | 1959年2月23日 併入櫻井市  | 櫻井市        | 櫻井市 |
| 三輪村       | 1891年1月7日 改制為三輪町   | 1891年1月7日 改制為三輪町   | 1891年1月7日 改制為三輪町  | 1955年7月10日 合併為大三輪町 | 1963年4月1日 併入櫻井市   | 櫻井市        | 櫻井市 |
| 織田村       |                             |                             |                            | 1955年7月10日 合併為大三輪町 | 1963年4月1日 併入櫻井市   | 櫻井市        | 櫻井市 |
| 纏向村       |                             |                             |                            | 1955年7月10日 合併為大三輪町 | 1963年4月1日 併入櫻井市   | 櫻井市        | 櫻井市 |

## 行政
櫻井市在日本眾議院議員選舉的選舉區在1994年至2017年期間原為「奈良縣第4區」；但在2017年奈良縣的眾議員名額由4人縮減至3人後，改劃入調整過後的奈良縣第3區；在奈良縣議會議員選舉的選舉區為「櫻井市選舉區」（應選名額2人）。

## 交通
轄內的主要鐵路車站是櫻井車站，近畿日本鐵道大阪線和西日本旅客鐵道櫻井線（萬葉Mahoroba線）在此站交會，因此在此可以往西前往大阪市，往北進入奈良市、京都市，往東也可以至三重縣，使得櫻井車站的每日使用旅客人次超過一萬五千人。

### 鐵路
- 西日本旅客鐵道
- 櫻井線（萬葉Mahoroba線）：（←天理市） - 卷向車站 - 三輪車站 - 櫻井車站 - （橿原市→）
- 近畿日本鐵道
  - 大阪線：（←橿原市） - 大福車站 - 櫻井車站 - 大和朝倉車站 - 長谷寺車站 - （宇陀市→）

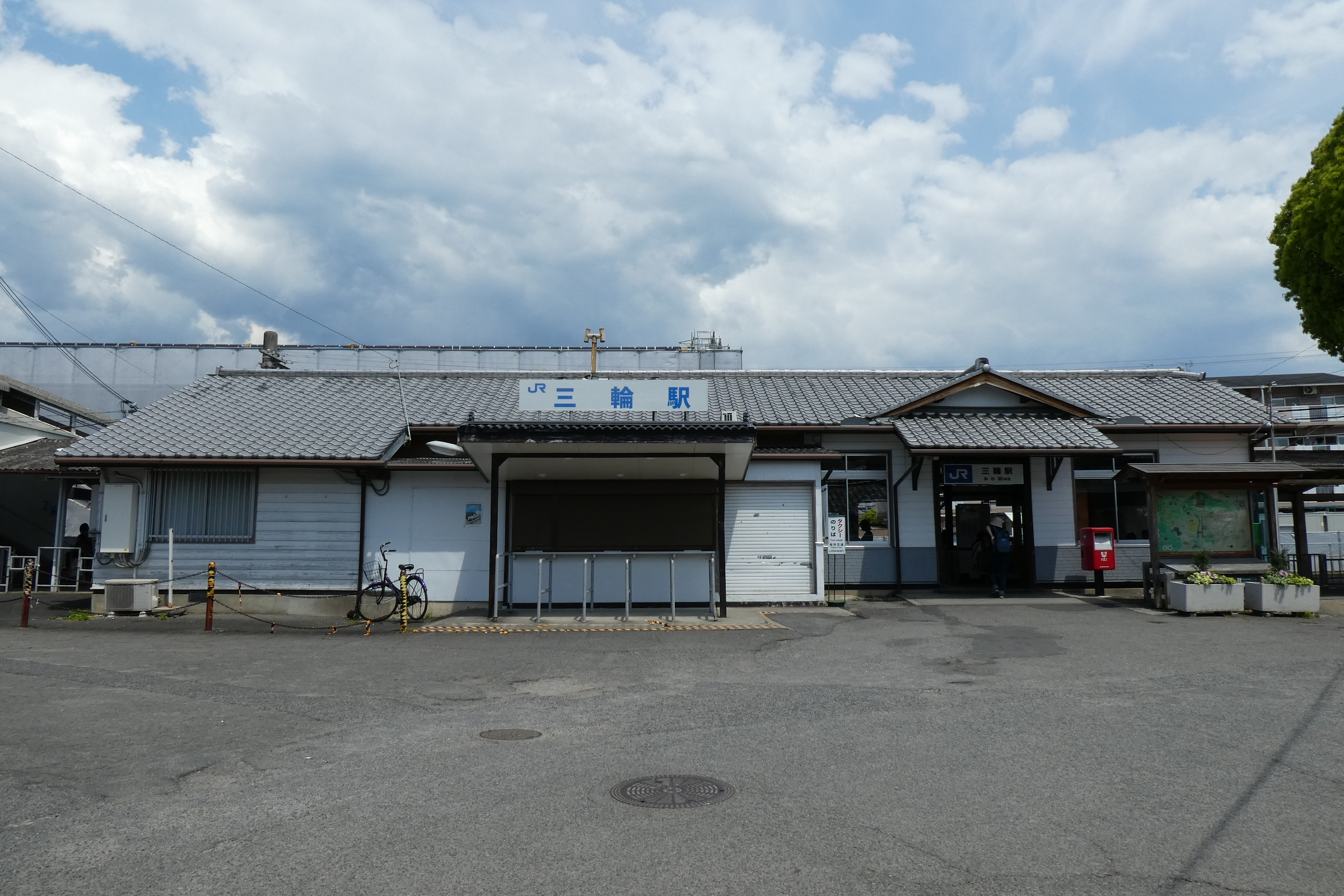
三輪車站
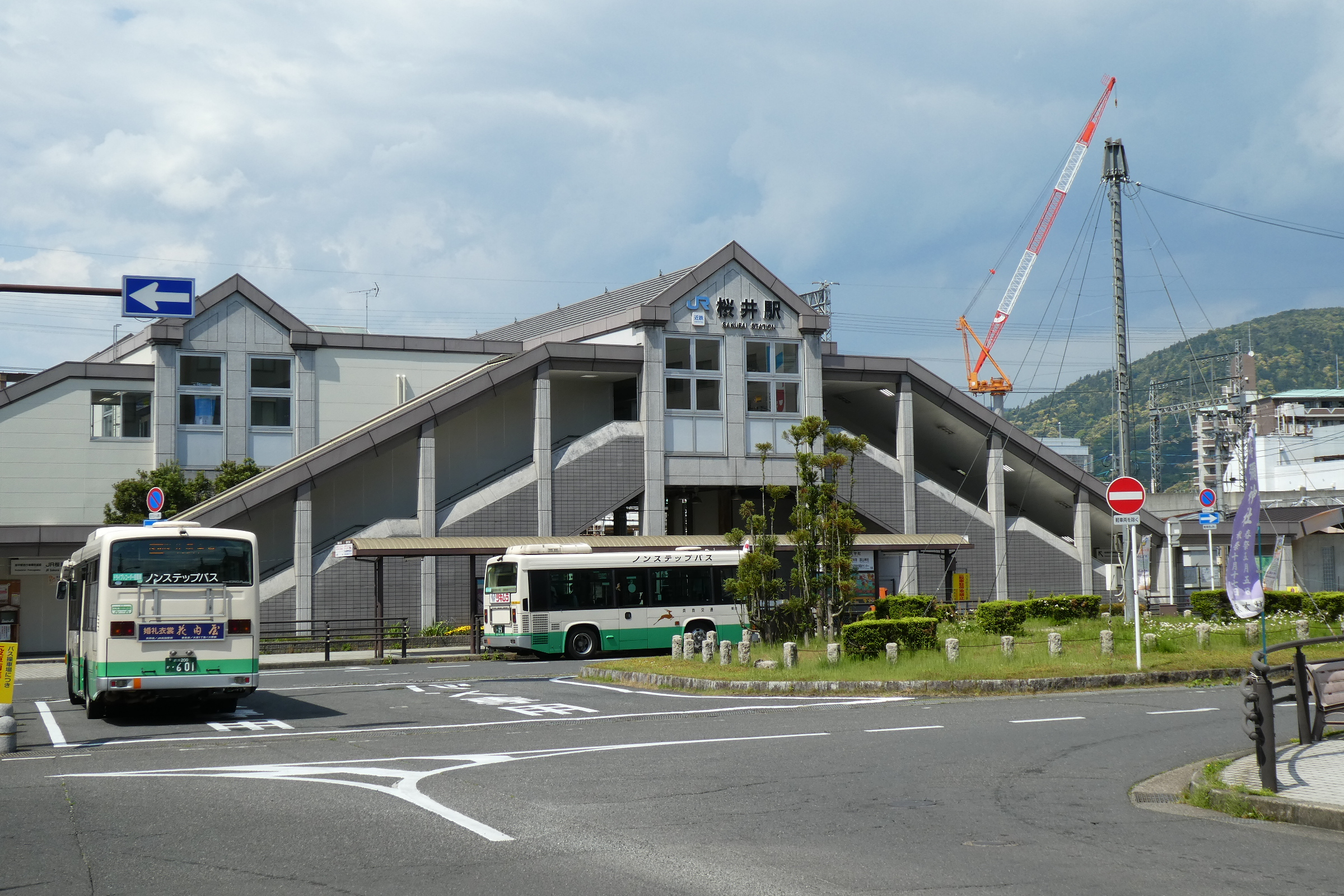
JR櫻井車站
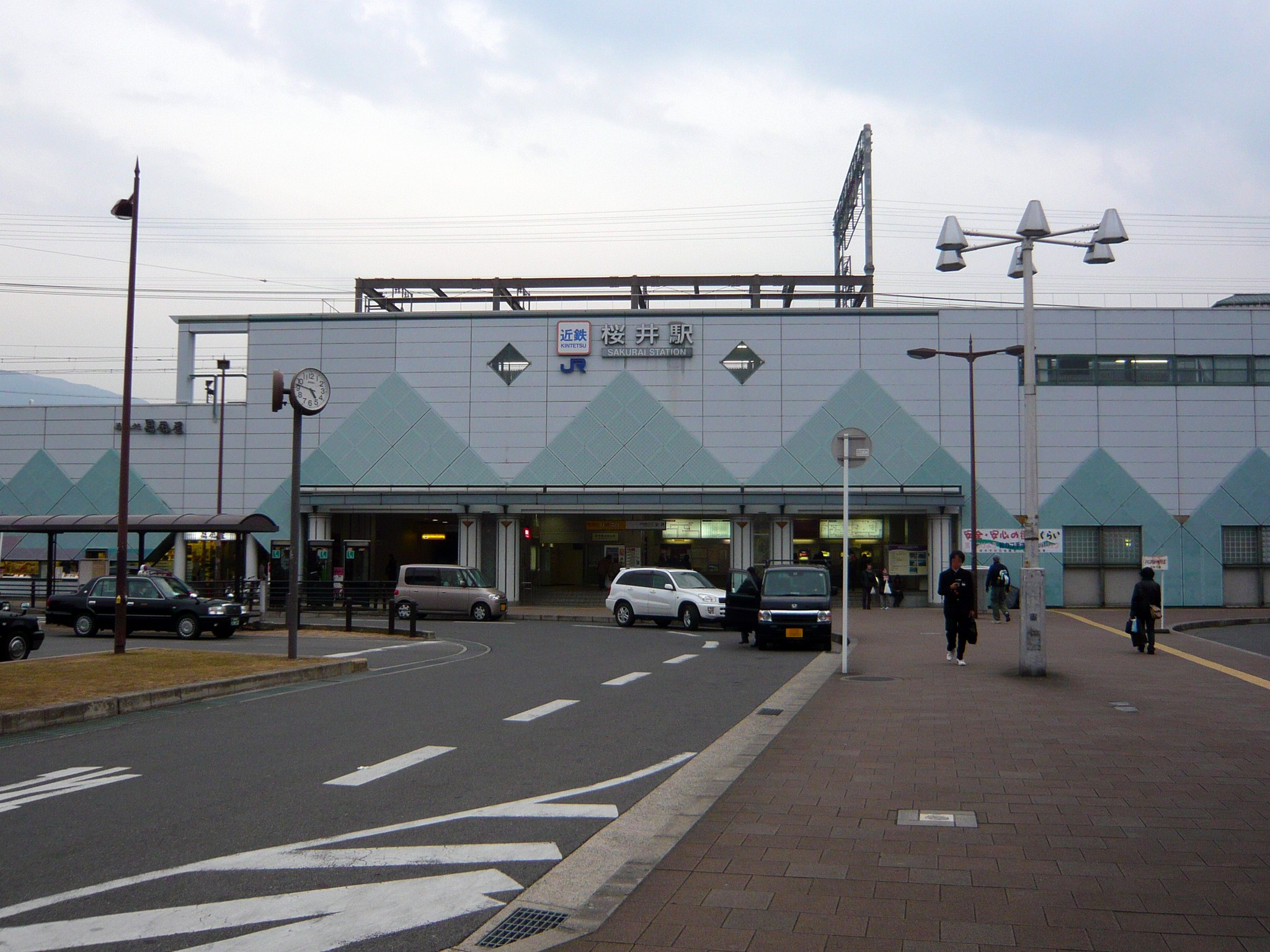
近鐵櫻井車站
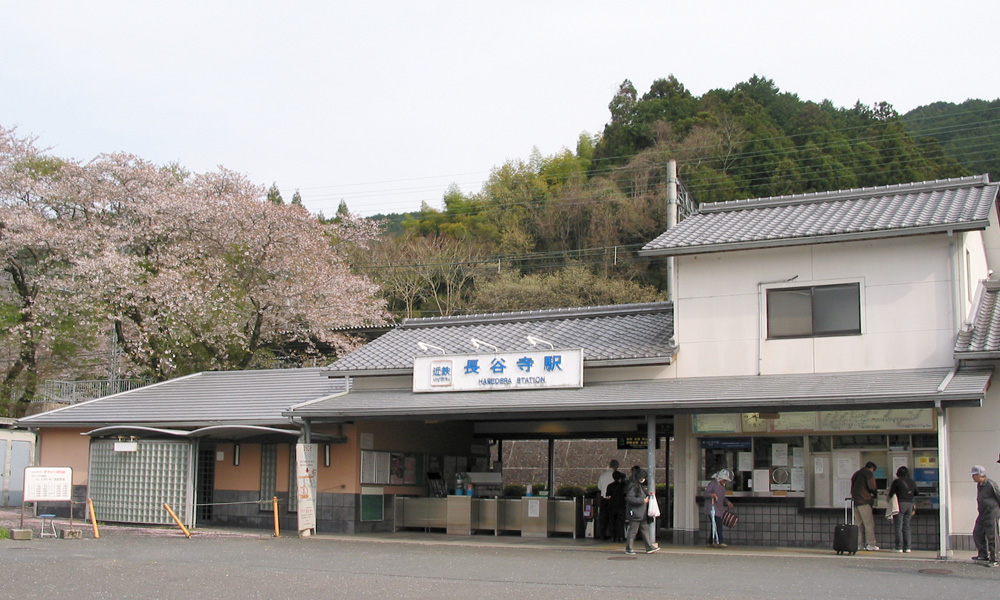
長谷寺車站

## 觀光資源

### 神社

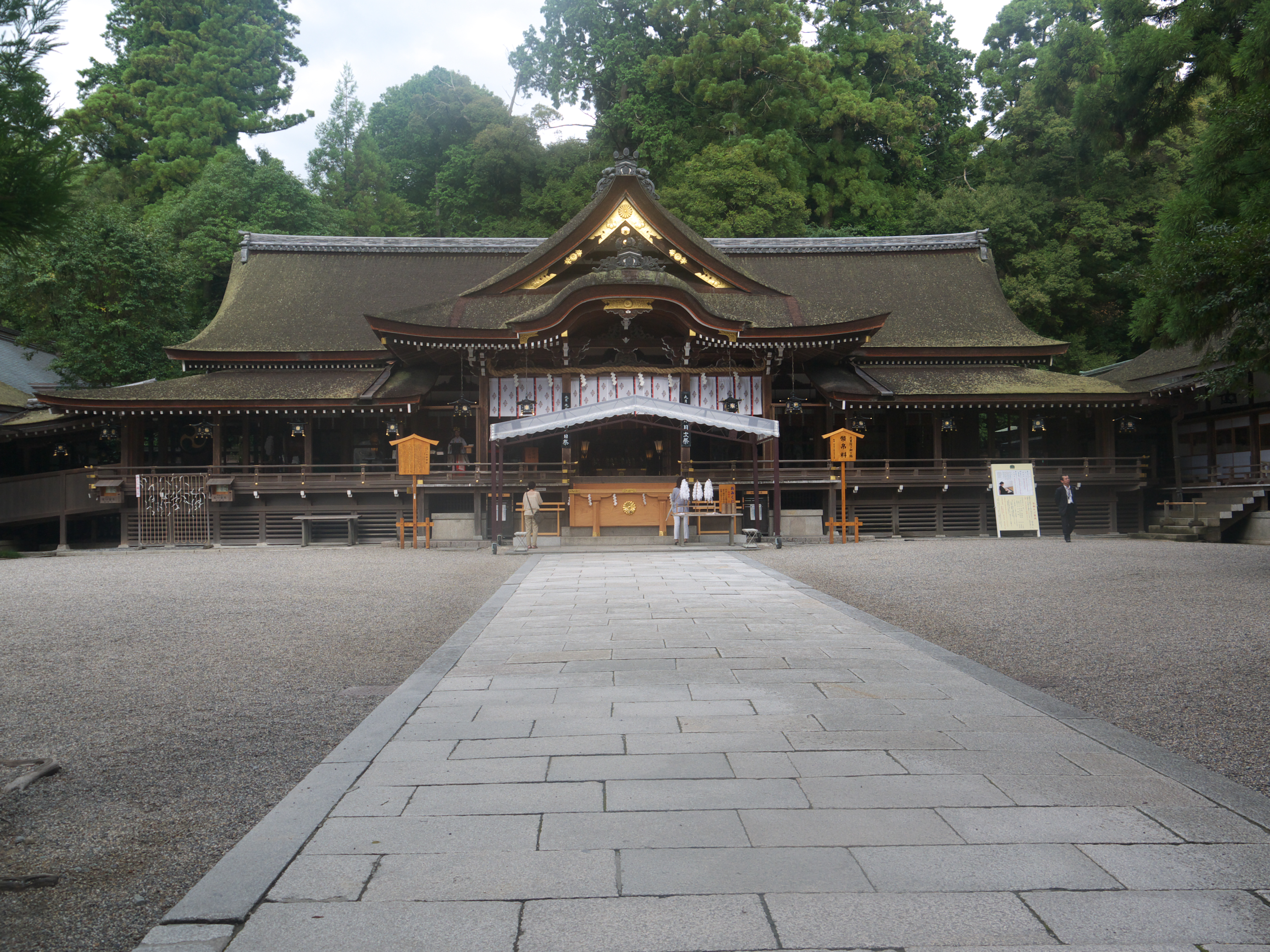
大神神社本殿

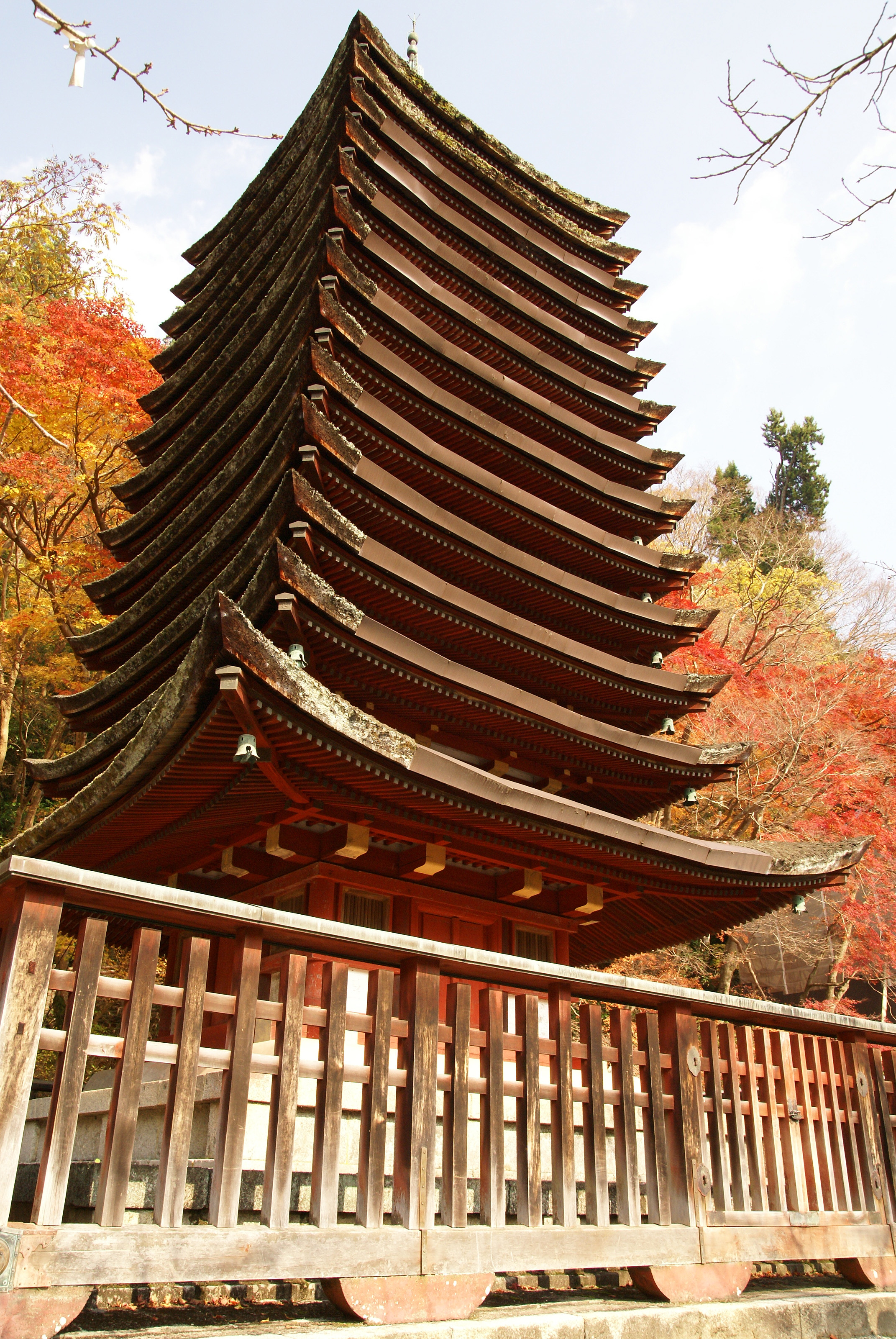
談山神社

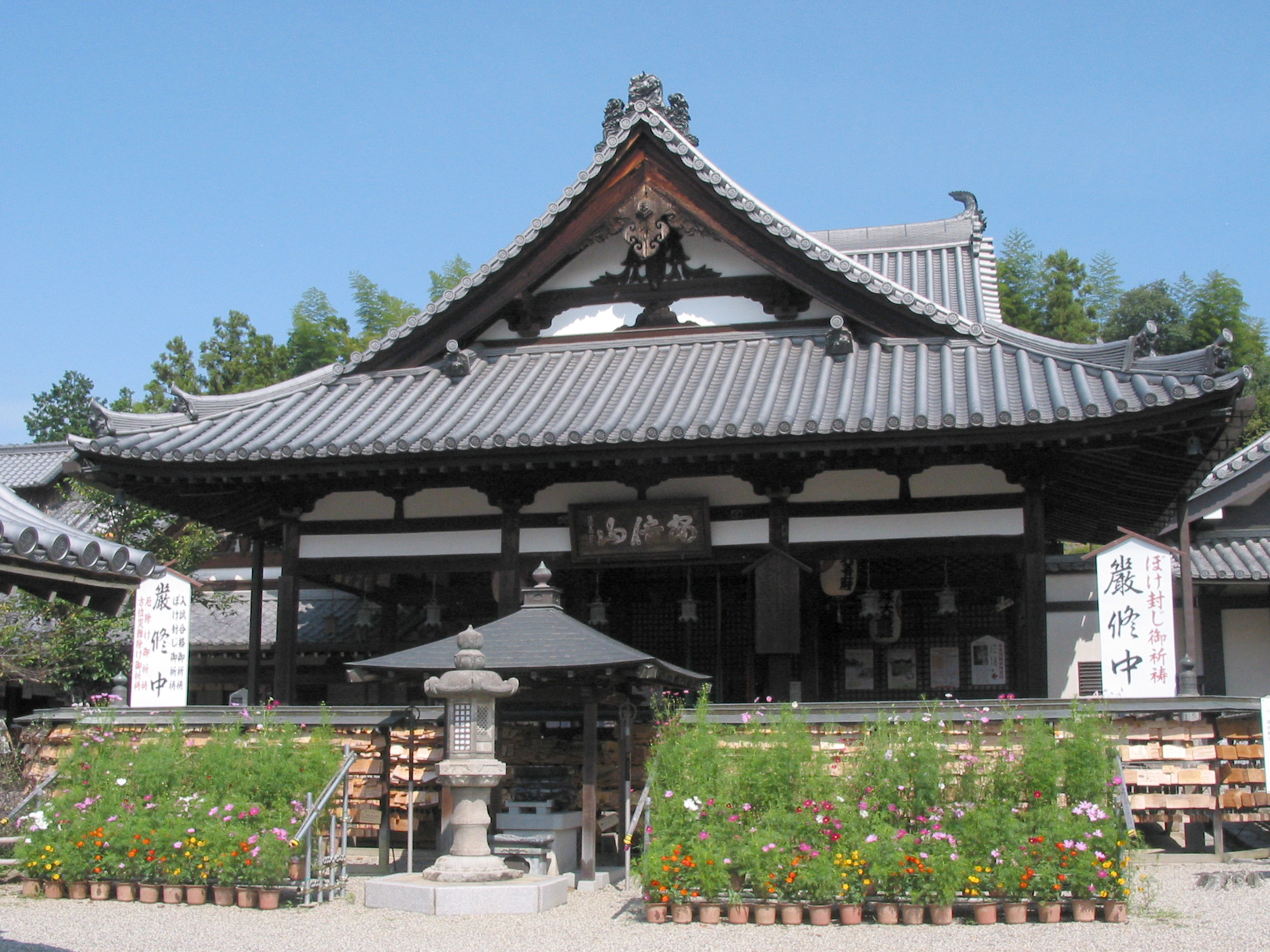
倍文殊院 本堂

- 大神神社 - 式内大社、大和国一宮、二十二社、官幣大社（重要文化財5個）
- 三輪惠比須神社
- 玉列神社
- 笠山荒神社
- 穴師坐兵主神社（日语：穴師坐兵主神社）
- 談山神社（国宝1個，重要文化財16個）
- 等彌神社（日语：等彌神社）
- 白山神社 - 推定為雄略天皇泊瀨朝倉宮（日语：泊瀬朝倉宮）跡
- 十二柱神社 - 推定為武烈天皇泊瀨列城宮跡
- 若櫻神社 - 延喜式内社的磐余稚櫻神社、旧村社。

### 寺院
- 長谷寺 - 西国三十三所第八番（国宝3個、重要文化財23個）
- 法起院（日语：法起院） - 西国三十三所番外札所
- 安倍文殊院（日语：安倍文殊院）（国宝1個、重要文化財1個）
- 聖林寺（日语：聖林寺）（国宝1個）
- 平等寺（日语：平等寺 (桜井市)）
- 慶田寺
- 石位寺（重要文化財1個）

### 古道
- 山邊之道（日语：山辺の道）
- 初瀨街道（日语：初瀬街道）
- 磐余之道・山田道
- 多武峯道
- 忍阪・粟原道

### 史跡

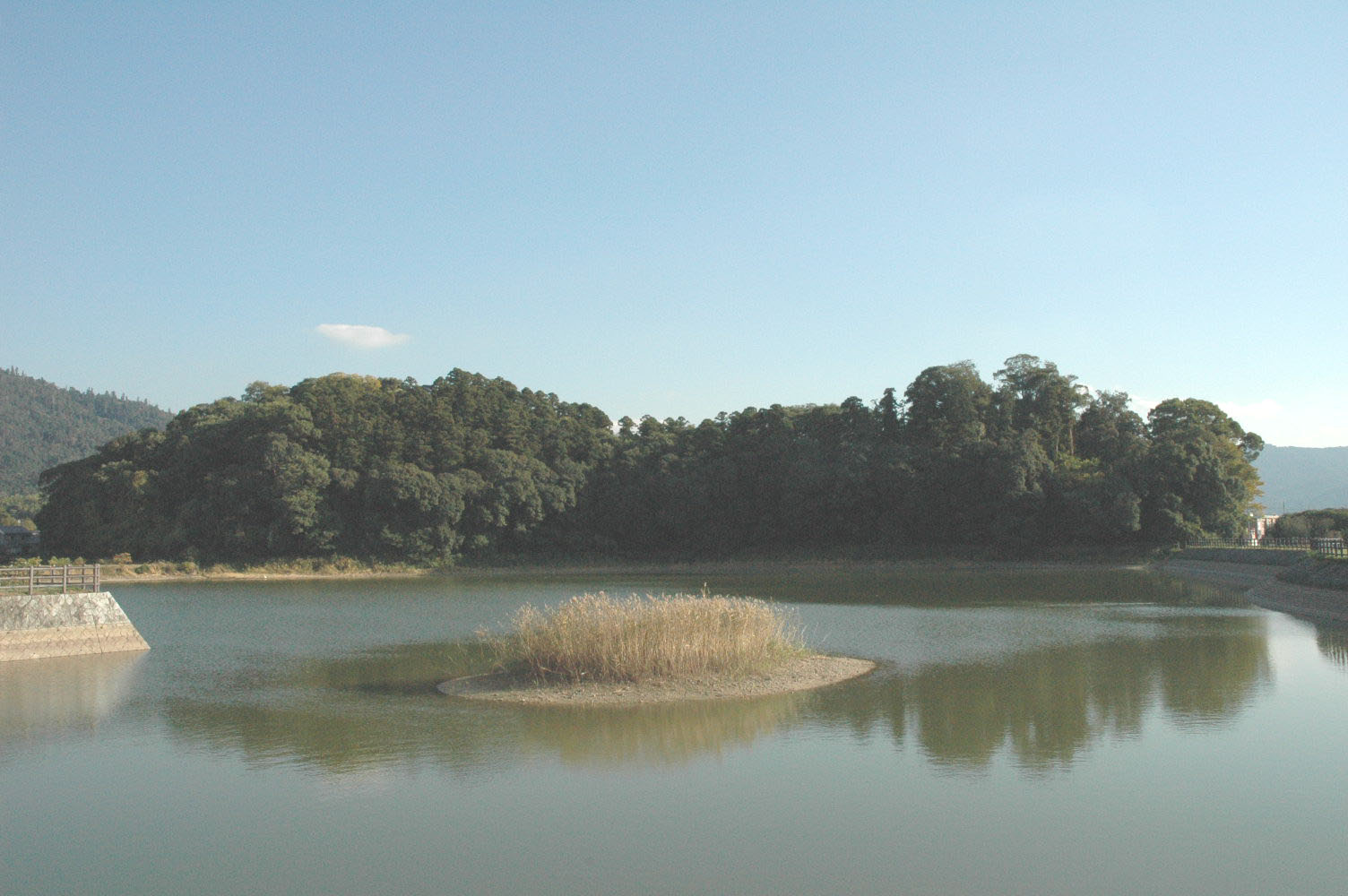
箸墓古墳

- 箸墓古墳（日语：箸墓古墳）
- 纏向古墳群（日语：纏向遺跡）（史跡）
- 山田寺（日语：山田寺）跡（特別史跡）
- 安倍寺跡（史跡）
- 櫻井茶臼山古墳（日语：桜井茶臼山古墳）（史跡）
- 粟原寺（日语：粟原寺）跡（史跡）

### 祭事
-{
- 大和櫻井万葉祭
- 御祓（祭綱越神社）
- 春之大神祭（大神神社）
- 繞道祭（大神神社）
- 蹴鞠祭（談山神社）
- 嘉吉祭（談山神社）
- 伊勢太神樂（玉列神社）
- 安倍文殊院的文殊会式

}-

## 教育
現在位於廣陵町的畿央大學過去的前身櫻井女子短期大學在1966年至2003年期間即是設於櫻井市，2003年改設為畿央大學後，才遷移至廣陵町。

## 姊妹、友好城市

### 日本
- 熊野市（三重縣）
兩地於1986年10月28日締結為友好都市。
- 出雲市（島根縣）
櫻井市於1989年10月2日與大社町（日语：大社町）締結為友好都市，大社町於2005年3月22日合併為出雲市後，兩地繼續維持友好城市關係。

### 海外
- 沙特尔（法国厄尔-卢瓦省）
兩地於1989年4月22日締結為友好都市。

## 外部連結
- （日語） 官方网站
- （日語） 維客旅行上的櫻井市 （页面存档备份，存于）
- （日語） 姬子的X（前Twitter）（櫻井市吉祥物）
- OpenStreetMap上有關櫻井市的地理